# Cantón Espejo
Espejo es un cantón de la provincia de Carchi en el Ecuador, cuya cabecera es la población El Ángel, zona privilegiada por su contraste geográfico de parajes hermosos que dan un toque de misterio al turista que busca aventura, Espejo herencia cultural, tesoro escondido de la Provincia.

## Toponimia
En su afán de inmortalizar el recuerdo de uno de los hombres más ilustres en la historia del país por su conocimiento científico y prócer de la independencia, Eugenio Espejo, el Consejo estableció al Cantón con el nombre de Espejo.

## Geografía
Extensión: 549,01 km²
Altitud: de 2983 m s. n. m.
Clima: Es de frío andino 10º - 15 °C hasta semitropical 26 °C.

## Atractivos turísticos

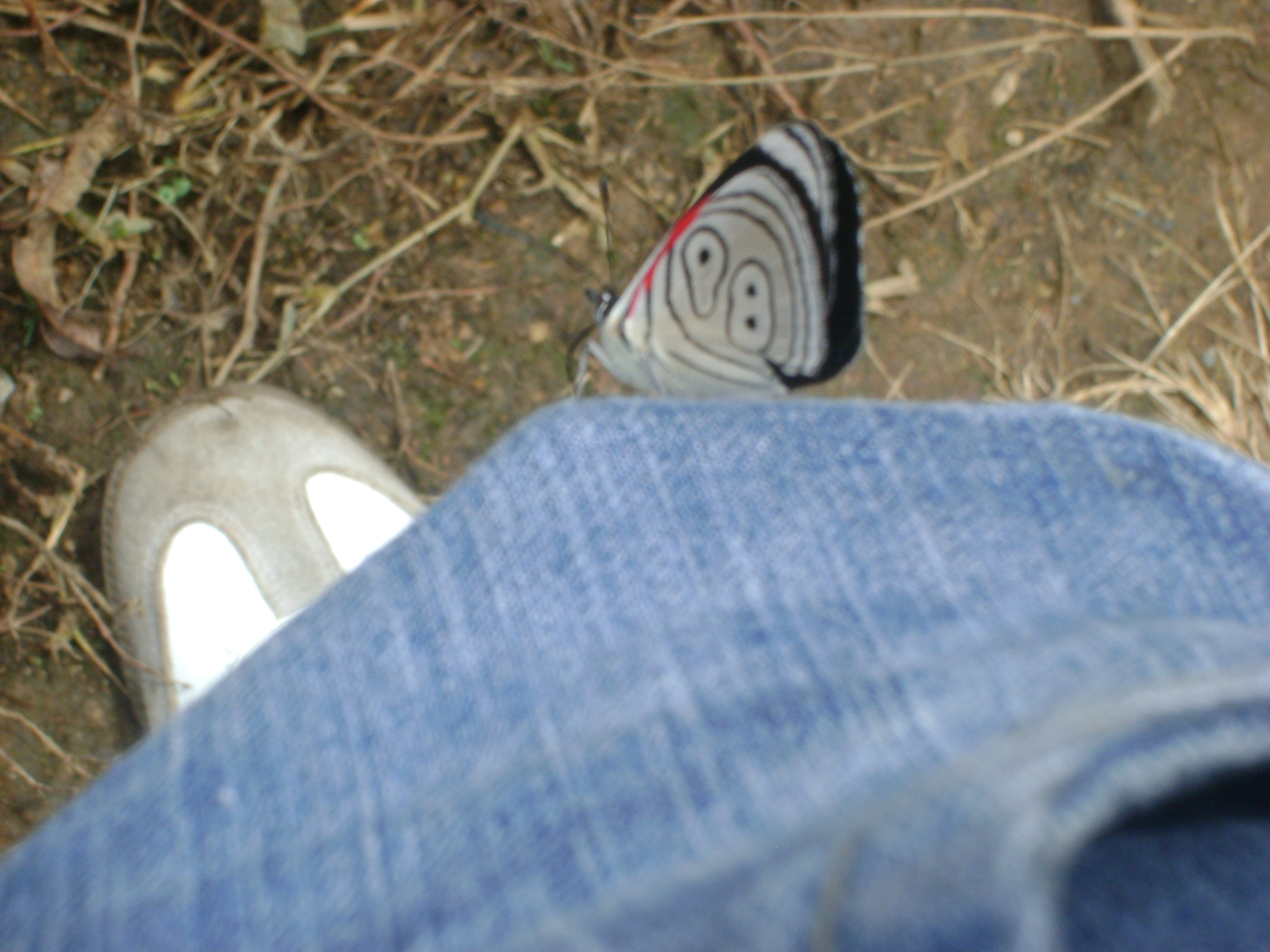
Mariposa en El Goaltal

- Cascada el pailón
- Cascada Tuscuaza
- Aguas termales Blas Ángel
- Lagunas El Voladero
- Reserva Ecológica El Ángel
- Laguna De Rasococha
- Cerro Crespo
- Bosque de Polylepis

## División política

### Parroquia urbana
- El Ángel (cabecera cantonal)

### Parroquias rurales

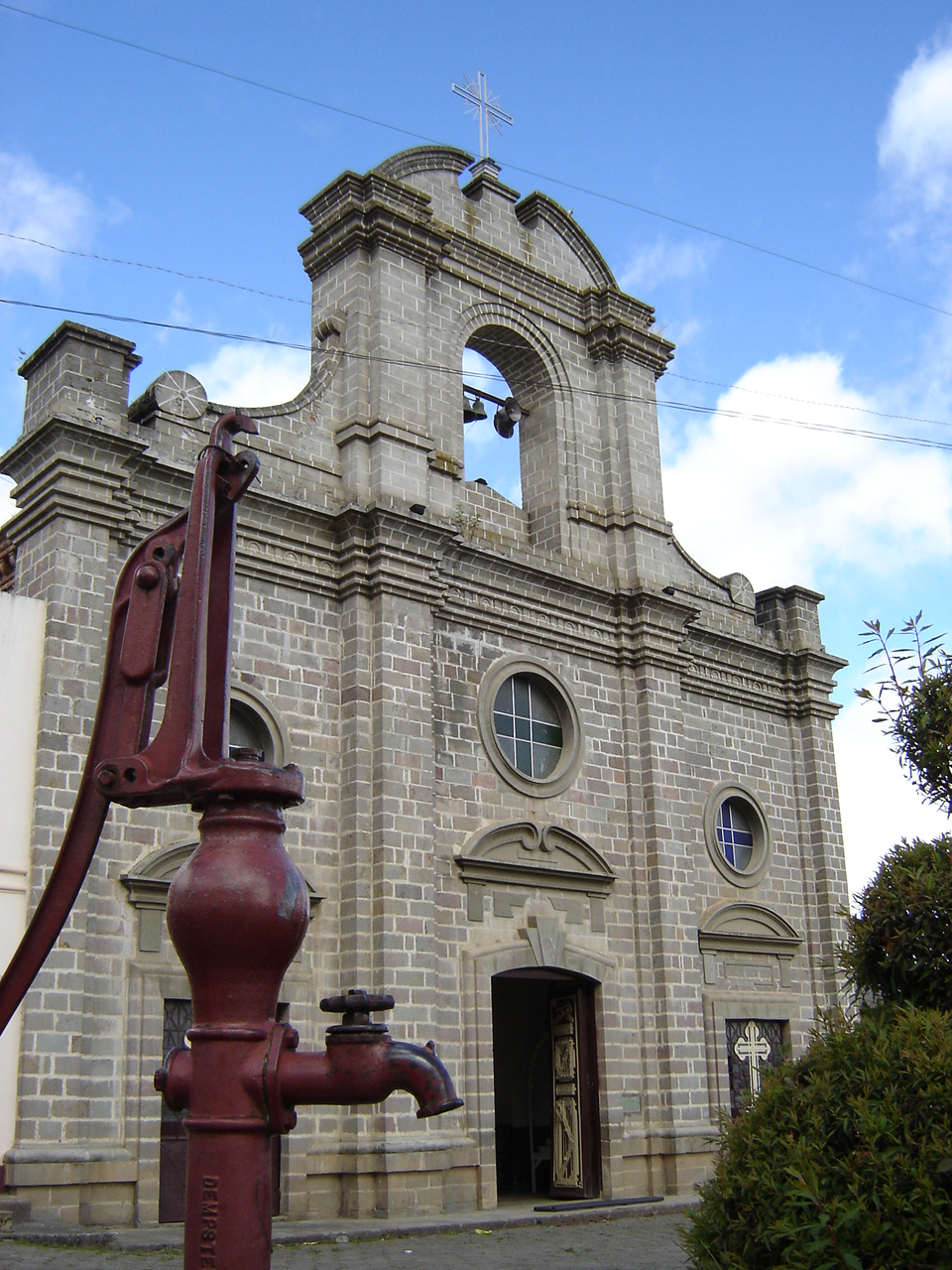
San Isidro

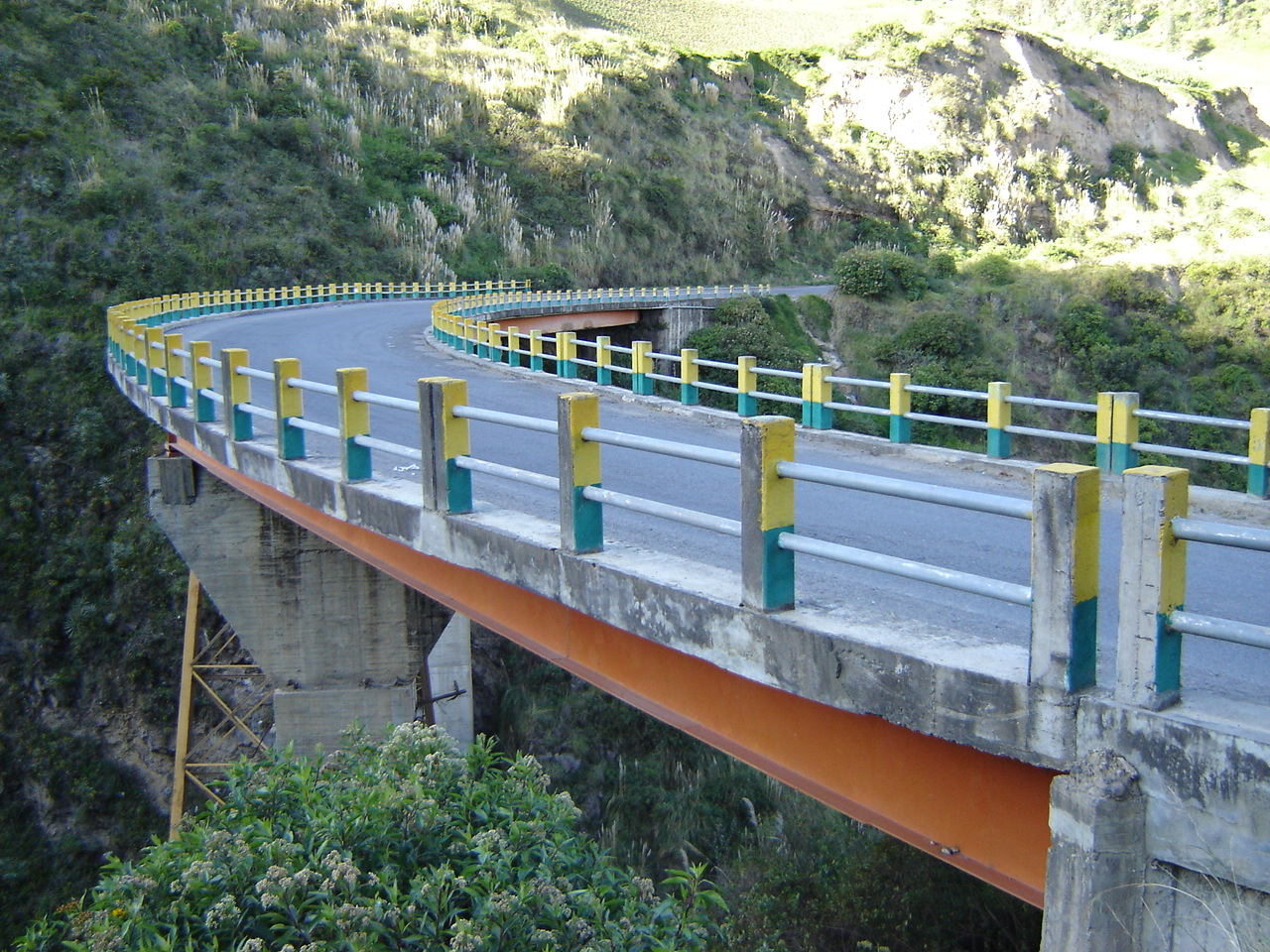
Ciudad El Ángel

- El Goaltal
- La Libertad
- San Isidro San Isidro

## Demografía
La distribución étnica obtenida en el censo ecuatoriano de 2010 indica los siguientes grupos:
- Mestizos  95.1%
- Blancos  2.1%
- Afroecuatorianos  1.4%
- Indígenas  1.0%
- Montubios  0.4%
- Otros  < 0.1%